# Aoteapsyche
Aoteapsyche är ett släkte av nattsländor. Aoteapsyche ingår i familjen ryssjenattsländor.
Kladogram enligt Catalogue of Life:
| Aoteapsyche | \| \| Aoteapsyche catherinae \| \| \| \| \| \| Aoteapsyche colonica \| \| \| \| \| \| Aoteapsyche philpotti \| \| \| \| \| \| Aoteapsyche raruraru \| \| \| \| \| \| Aoteapsyche tepoka \| \| \| \| \| \| Aoteapsyche tipua \| \| \| \| |
|             | \| \| Aoteapsyche catherinae \| \| \| \| \| \| Aoteapsyche colonica \| \| \| \| \| \| Aoteapsyche philpotti \| \| \| \| \| \| Aoteapsyche raruraru \| \| \| \| \| \| Aoteapsyche tepoka \| \| \| \| \| \| Aoteapsyche tipua \| \| \| \| |
|             | Aoteapsyche catherinae |
|             | |
|             | Aoteapsyche colonica |
|             | |
|             | Aoteapsyche philpotti |
|             | |
|             | Aoteapsyche raruraru |
|             | |
|             | Aoteapsyche tepoka |
|             | |
|             | Aoteapsyche tipua |
|             | |